# Ernie Ashworth
Ernest Bert „Ernie“ Ashworth (* 15. Dezember 1928 in Huntsville, Alabama; † 2. März 2009 in Hartsville, Tennessee) war ein US-amerikanischer Country-Musiker, Songwriter und Gitarrist. Sein bekanntester Titel ist Talk Back Trembling Lips.

## Leben

### Kindheit und Jugend
Ernie Ashworth hörte schon seit seiner frühen Kindheit der Grand Ole Opry zu. Noch bevor er Gitarre spielen lernte, schrieb er seine ersten Stücke. 1948 war er Mitglied der Band The Tunetwisters und trat auf dem lokalen Radiosender WBHP auf. Ein Jahr später zog Ashworth nach Nashville, Tennessee.

### Karriere
In Nashville verdiente Ashworth seinen Lebensunterhalt als Komponist und mit Auftritten auf den Sendern WLAC und WSIX. Er wurde von Acuff-Rose als Songwriter unter Vertrag genommen und komponierte Titel für Little Jimmy Dickens oder Carl Smith. Auch für Paul Anka schrieb er einen Song, I Wish. 1955 erhielt Ashworth durch Wesley Rose einen Plattenvertrag bei MGM Records. Als Billy Worth spielte er einige Platten ein, aber alle sechs Singles blieben erfolglos. Ashworth kehrte nach Huntsville zurück, wo er auf einer Raketenbasis arbeitete.
Doch Wesley Rose glaubte fest an das Talent Ashworth und brachte ihn 1960 bei Decca Records unter. Schon seine erste Single, Each Moment (Spent With You), erreichte die Top Fünf der Billboard Charts. Auch seine nächste Single, You Can’t Pick A Rose In December, platzierte sich hoch in den Charts. 1962 wechselte Ashworth zu Hickory, wo er mit Everybody But You an seine Erfolge anknüpfen konnte. Mit dem John-D.-Loudermilk-Song Talk Back Trembling Lips konnte er 1963 seinen ersten und einzigen Nummer-eins-Hit verzeichnen. Der Titel war für Ashworths Tenor-Stimme wie gemacht. Billboard zeichnete ihn als Most Promising Male Artist aus und er schloss sich 1964 der Grand Ole Opry an. Mit Titeln wie I Love To Dance With Annie oder The DJ Cried konnte Ashworth sich bis Ende der 1960er-Jahre hinein in den Country-Charts platzieren.
Nach einigen Misserfolgen auf dem kleineren, unabhängigen O’Brien-Label zog sich Ashworth auf seine Farm in Lewisburg zurück. Er blieb weiterhin Mitglied der Opry und kaufte 1989 den Radiosender WSLV. Seine späteren Veröffentlichungen waren vor allem in der europäischen Country-Szene beliebt. Ashworth wurde 1992 in die Alabama Music Hall of Fame sowie 2005 in die America’s Old Time Country Music Hall of Fame aufgenommen.
Ernie Ashworth starb im März 2009 im Alter von 80 Jahren. Bis zu seinem Tod war er regelmäßig in der Grand Ole Opry zu hören.

## Diskografie

### Alben
| Jahr | Titel                      | Höchstplatzierung, Gesamtwochen, AuszeichnungChartsChartplatzierungen (Jahr, Titel, Platzierungen, Wochen, Auszeichnungen, Anmerkungen) | Anmerkungen |
| Jahr | Titel                      | Country | Anmerkungen |
| ---- | -------------------------- | --- | ----------- |
| 1964 | Hits of Today and Tomorrow | Country18 (… Wo.)Country |             |

Weitere Veröffentlichungen
- 1969: The Best of Ernie Ashworth
- 1976: Ernest Ashworth Sings His Greatest Hits

### Singles
| Jahr | Titel Album                                         | Höchstplatzierung, Gesamtwochen, AuszeichnungChartsChartplatzierungen (Jahr, Titel, Album, Platzierungen, Wochen, Auszeichnungen, Anmerkungen) | Anmerkungen |
| Jahr | Titel Album                                         | Country | Anmerkungen |
| ---- | --------------------------------------------------- | --- | ----------- |
| 1960 | Each Moment (Spent With You)                        | Country4 (… Wo.)Country |             |
| 1960 | You Can’t Pick a Rose in December                   | Country8 (… Wo.)Country |             |
| 1961 | Forever Gone                                        | Country15 (… Wo.)Country |             |
| 1962 | Everybody But Me Hits of Today and Tomorrow         | Country3 (… Wo.)Country |             |
| 1962 | I Take the Chance Hits of Today and Tomorrow        | Country7 (… Wo.)Country |             |
| 1963 | Talk Back Trembling Lips Hits of Today and Tomorrow | Country1 (… Wo.)Country |             |
| 1964 | A Week in the Country Hits of Today and Tomorrow    | Country10 (… Wo.)Country |             |
| 1964 | I Love to Dance with Annie                          | Country4 (… Wo.)Country |             |
| 1964 | Pushed in a Corner                                  | Country11 (… Wo.)Country |             |
| 1965 | Because I Cared                                     | Country18 (… Wo.)Country |             |
| 1965 | The DJ Cried                                        | Country8 (… Wo.)Country |             |
| 1966 | I Wish                                              | Country28 (11 Wo.)Country |             |
| 1966 | At Ease Heart                                       | Country13 (17 Wo.)Country |             |
| 1966 | Sad Face                                            | Country31 (9 Wo.)Country |             |
| 1967 | Just an Empty Place                                 | Country63 (4 Wo.)Country |             |
| 1967 | My Love for You (Is Like a Mountain Range)          | Country48 (10 Wo.)Country |             |
| 1967 | Tender and True                                     | Country48 (7 Wo.)Country |             |
| 1968 | A New Heart                                         | Country39 (8 Wo.)Country |             |
| 1969 | Where Do You Go (When You Don’t Go with Me)         | Country69 (3 Wo.)Country |             |
| 1969 | Love, I Finally Found It                            | Country72 (3 Wo.)Country |             |
| 1970 | That Look of Good-Bye                               | Country72 (3 Wo.)Country |             |